# Liste der schwedischen Meister im Rollski

Logo des Svenska Skidförbundet (Schwedischer Skiverband)

Die Liste der schwedischen Meister im Rollski listet alle Sieger im Rollski bei den schwedischen Meisterschaften seit der Erstaustragung 2010 auf. Ausgetragen werden die Meisterschaften vom Schwedischen Skiverband.
Grundlagen der Meisterschaften sind die Rollski-Regeln des Weltskiverbandes.
Erfolgreichste Rollskier mit je zwei Titeln sind Marcus Johansson bei den Männern und Sandra Hansson bei den Frauen.

## Ergebnisse

### Männer
| Jahr | Disziplin               | Meister (Verein)                          |
| ---- | ----------------------- | ----------------------------------------- |
| 2010 | Einzel                  | Jörgen Brink (Hudiksvalls IF)             |
| 2011 | Einzel                  | Anders Svanebo (Stockviks SF)             |
| 2012 | Einzel                  | Markus Jönsson (Tranemo IF Skidklubb)     |
| 2013 | Massenstart Kurzdistanz | Marcus Johansson (Ulricehamns IF)         |
| 2013 | Massenstart Langdistanz | Robin Bryntesson (Sollefteå Skidor IF)    |
| 2013 | Berglauf                | Samuel Norlén (IK Stern)                  |
| 2013 | Staffel                 | Ulricehamns IFMarcus Johansson Emil Ekman |
| 2014 | Massenstart Kurzdistanz | Karl-Johan Westberg (Borås SK)            |
| 2014 | Massenstart Langdistanz | Victor Gustafsson (IFK Mora SK)           |
| 2014 | KO-Sprint               | Victor Gustafsson (IFK Mora SK)           |
| 2014 | Staffel                 | IK SternSamuel Norlén Tobias Westman      |
| 2015 |                         |                                           |

### Frauen
| Jahr | Disziplin               | Meister (Verein)                          |
| ---- | ----------------------- | ----------------------------------------- |
| 2010 | Einzel                  | Sandra Hansson (Uddevalla IS)             |
| 2011 | Einzel                  | Hanna Seppas (IFK Mora SK)                |
| 2012 | Einzel                  | Madeleine Bergqvist (IK Stern)            |
| 2013 | Massenstart Kurzdistanz | Charlotte Kalla (Piteå Elit SK)           |
| 2013 | Massenstart Langdistanz | Sandra Hansson (Uddevalla IS)             |
| 2013 | Berglauf                | nicht ausgetragen                         |
| 2013 | Staffel                 | Ulricehamns IFHanna Falk Emelie Cedervärn |
| 2014 | Massenstart Kurzdistanz | Marika Sundin (IFK Mora SK)               |
| 2014 | Massenstart Langdistanz | Emilia Lindstedt (Sundbybergs IK)         |
| 2014 | KO-Sprint               | Ida Jonsson (Duveds IF)                   |
| 2014 | Staffel                 | IFK UmeåTerese Andersson Linn Sömskar     |
| 2015 |                         |                                           |

## Titelgewinner

### Männer
- Platzierung: Gibt die Reihenfolge der Sportler wieder. Diese wird durch die Anzahl der Titel bestimmt. Bei gleicher Anzahl wird chronologisch sortiert.
- Name: Name des Sportlers
- Einzel: Anzahl der Titel im Einzel-Wettbewerb
- Team: Anzahl der Titel im Team-Wettbewerb
- Gesamt: Gesamtanzahl gewonnener Meistertitel

| Platz | Name              | Einzel | Team | Gesamt |
| ----- | ----------------- | ------ | ---- | ------ |
| 1.    | Victor Gustafsson | 2      | 0    | 2      |
|       | Marcus Johansson  | 1      | 1    | 2      |
|       | Samuel Norlén     | 1      | 1    | 2      |
| 4.    | Jörgen Brink      | 1      | 0    | 1      |
|       | Anders Svanebo    | 1      | 0    | 1      |
|       | Markus Jönsson    | 1      | 0    | 1      |
|       | Robin Bryntesson  | 1      | 0    | 1      |
|       | Emil Ekman        | 0      | 1    | 1      |
|       | Tobias Westman    | 0      | 1    | 1      |

### Frauen
- Platzierung: Gibt die Reihenfolge der Sportler wieder. Diese wird durch die Anzahl der Titel bestimmt. Bei gleicher Anzahl wird chronologisch sortiert.
- Name: Name des Sportlers
- Einzel: Anzahl der Titel im Einzel-Wettbewerb
- Team: Anzahl der Titel im Team-Wettbewerb
- Gesamt: Gesamtanzahl gewonnener Meistertitel

| Platz | Name                | Einzel | Team | Gesamt |
| ----- | ------------------- | ------ | ---- | ------ |
| 1.    | Sandra Hansson      | 2      | 0    | 2      |
| 2.    | Hanna Seppas        | 1      | 0    | 1      |
|       | Madeleine Bergqvist | 1      | 0    | 1      |
|       | Charlotte Kalla     | 1      | 0    | 1      |
|       | Marika Sundin       | 1      | 0    | 1      |
|       | Emilia Lindstedt    | 1      | 0    | 1      |
|       | Ida Jonsson         | 1      | 0    | 1      |
|       | Hanna Falk          | 0      | 1    | 1      |
|       | Emelie Cedervärn    | 0      | 1    | 1      |
|       | Terese Andersson    | 0      | 1    | 1      |
|       | Linn Sömskar        | 0      | 1    | 1      |